# Stanisław Koziełł Poklewski
Stanisław Koziełł Poklewski (în rusă Станислав Альфонсович Поклевский-Козелл) (n. 1868 – d. 4 mai 1937) a fost un diplomat rus de origine poloneză, trimis extraordinar și ministru plenipotențiar al Imperiului Rus în România pe perioada Primului Război Mondial.
A fost ministru plenipotențiar la Teheran de la 26 septembrie 1909 până spre sfârșitul anului 1913, apoi a fost numit la București, unde și-a prezentat scrisorile de acreditare la 20 decembrie 1913/2 ianuarie 1914.
După încheierea războiului a rămas în România unde a încetat din viață la 4 mai 1937, moartea sa fiind consemnată în însemnările zilnice ale Reginei Maria.